# Misumena terrosa
Misumena terrosa là một loài nhện trong họ Thomisidae.
Loài này thuộc chi Misumena. Misumena terrosa được Ilka Maria Fernandes Soares miêu tả năm 1944.